# جيمس رامزي
جيمس رامزي (بالإنجليزية: James Ramsay)‏ هو سياسي أسترالي، ولد في 27 أغسطس 1916 في هوبارت في أستراليا، وتوفي في 1 مايو 1986 في غولد كوست في أستراليا. انتخب Governor of Queensland ‏.